# Halictinae
Halictinae sind die größte der vier Unterfamilien der Bienenfamilie der Halictidae und umfassen über 2400 Bienenarten.
Traditionell werden sie in zwei Triben, Augochlorini und Halictini eingeteilt, jüngere Autoren bevorzugen eine Unterteilung in fünf Triben Augochlorini, Thrinchostomini, Caenohalictini, Sphecodini und Halictini.

## Sozialität
Diese kleinen Bienen, zu denen alle eusozialen und kleptoparasitischen Halictidae-Taxa gehöre weisen ein breites Spektrum an sozialen Verhaltensweisen auf, das von solitären Nestern bis zur obligaten Eusozialität reicht. Durch diese Vielfalt sind die Halictinae für die Erforschung der sozialen Evolution von großem Wert. Die größte Vielfalt weisen dabei die Halictini auf. Fast alle Caenohalictini und Thrinchostomini sind hingegen solitär nistend. Alle Sphecodini sind Kleptoparasiten bei anderen Bienenarten. Die rund 250 Arten des Tribus Augochlorini kommen nur in der Neuen Welt vor, hauptsächlich in der Neotropis und einigen Gebieten Nordamerikas, sie umfassen das ganze Spektrum von Kleptoparasiten und solitär nistenden über verschiedene Grade der Sozialität bis hin zu eusozialen Arten. 